# الپیدا
الپیدا (انگلیسی: Elpida) شرکت سخت‌افزار ژاپنی است، که در سال ۱۹۹۹ تأسیس شد.